# Pad see ew
Le pad see ew (thaï : ผัดซีอิ๊ว) est un plat thaïlandais populaire de nouilles de riz sautées.
D'origine chinoise, il est comparable au char kway teow de Singapour et de Malaisie.